# امارات ان‌بی‌دی
امارات ان‌بی‌دی (به انگلیسی: Emirates NBD) یا بانک ملی امارات دبی شرکت خدمات مالی و بانکداری اماراتی است، که در زمینه ارائه خدمات بانکداری سرمایه‌گذاری، بانکداری شرکتی، بانکداری خرد، بانکداری اختصاصی، عرضه وام مسکن و کارت‌های اعتباری، همچنین ارائه خدمات بیمه فعالیت می‌نماید.
بانک امارات ان‌بی‌دی در سال ۲۰۰۷ با ادغام بانک ملی دوبی (دومین بانک بزرگ امارات) و بانک ابوظبی (چهارمین بانک بزرگ امارات) توسط احمد بن سعید آل‌مکتوم راه‌اندازی شد. امارات ان‌بی‌دی در حال حاضر بزرگترین بانک خاورمیانه بر پایه میزان دارایی‌ها به‌شمار می‌آید.
شعبه مرکزی این بانک در شهر دوبی، امارات متحده عربی قرار دارد و بخشی از سهام آن در بازار بورس دوبی معامله می‌شود.